# Turul Țării Bascilor 2021
Turul Țării Bascilor 2021 a fost cea de a 60-a ediție a Turului Țării Bascilor care s-a desfășurae în perioada 5-10 aprilie 2021 și a fost a treisprezecea probă în Circuitul mondial UCI 2021.

## Echipe participante
Întrucât Turul Țării Bascilor este un eveniment din cadrul Circuitului mondial UCI 2021, toate cele 19 echipe UCI au fost invitate automat și obligate să aibă o echipă în cursă. Cinci echipe profesioniste continentale au primit wildcard.

### Echipe UCI World
| - AG2R Citroën Team - Astana-Premier Tech - Bora–Hansgrohe - Cofidis - Deceuninck–Quick-Step - EF Education-Nippo - Groupama–FDJ - Ineos Grenadiers - Intermarché-Wanty-Gobert Matériaux - Israel Start-Up Nation | - Lotto Soudal - Movistar Team - Team Bahrain Victorious - Team BikeExchange - Team DSM - Team Jumbo–Visma - Team Qhubeka Assos - Trek-Segafredo - UAE Team Emirates |  |

### Echipe continentale profesioniste UCI
| - Burgos BH - Caja Rural–Seguros RGA - Equipo Kern Pharma | - Euskaltel-Euskadi - Total Direct Énergie |  |

## Etapele programate
| Etapa | Dată   | Start – Sosire                | type               | Distanță (km) | Elevation (m) | Câștigător            | Liderul global  |
| ----- | ------ | ----------------------------- | ------------------ | ------------- | ------------- | --------------------- | --------------- |
| 1     | 5 apr  | Bilbao – Bilbao               |                    | 13,9          | 231 m         | Primož Roglič         | Primož Roglič   |
| 2     | 6 apr  | Zalla – Sestao                | etapă valonată     | 154,8         | 2.512 m       | Alex Aranburu         | Primož Roglič   |
| 3     | 7 apr  | Amurrio – Laudio/Llodio       | etapă intermediară | 167,7         | 2.608 m       | Tadej Pogačar         | Primož Roglič   |
| 4     | 8 apr  | Vitoria-Gasteiz – Hondarribia | etapă valonată     | 189,2         | 2.655 m       | Jon Izagirre          | Brandon McNulty |
| 5     | 9 apr  | Hondarribia – Ondarroa        | etapă valonată     | 160,2         | 2.260 m       | Mikkel Frølich Honoré | Brandon McNulty |
| 6     | 10 apr | Ondarroa – Arrate             | etapă de munte     | 111,9         | 3.252 m       | David Gaudu           | Primož Roglič   |

## Etape

### Etapa 1
5 aprilie 2021— Bilbao - Bilbao, 13,9 km (9 mi), (contra-cronometru individual)
| Loc | Concurent             | Echipă                 | Timp    |
| --- | --------------------- | ---------------------- | ------- |
| 1   | Primož Roglič         | Team Jumbo–Visma       | 17' 17" |
| 2   | Brandon McNulty       | UAE Team Emirates      | +2"     |
| 3   | Jonas Vingegaard      | Team Jumbo–Visma       | +18"    |
| 4   | Tobias Foss           | Team Jumbo–Visma       | +24"    |
| 5   | Tadej Pogačar         | UAE Team Emirates      | +28"    |
| 6   | Adam Yates            | Ineos Grenadiers       | +28"    |
| 7   | Patrick Bevin         | Israel Start-Up Nation | +28"    |
| 8   | Ide Schelling         | Bora–Hansgrohe         | +29"    |
| 9   | Alex Aranburu         | Astana-Premier Tech    | +30"    |
| 10  | Maximilian Schachmann | Bora–Hansgrohe         | +31"    |

| Loc | Concurent             | Echipă                 | Timp    |
| --- | --------------------- | ---------------------- | ------- |
| 1   | Primož Roglič         | Team Jumbo–Visma       | 17' 17" |
| 2   | Brandon McNulty       | UAE Team Emirates      | +2"     |
| 3   | Jonas Vingegaard      | Team Jumbo–Visma       | +18"    |
| 4   | Tobias Foss           | Team Jumbo–Visma       | +24"    |
| 5   | Tadej Pogačar         | UAE Team Emirates      | +28"    |
| 6   | Adam Yates            | Ineos Grenadiers       | +28"    |
| 7   | Patrick Bevin         | Israel Start-Up Nation | +28"    |
| 8   | Ide Schelling         | Bora–Hansgrohe         | +29"    |
| 9   | Alex Aranburu         | Astana-Premier Tech    | +30"    |
| 10  | Maximilian Schachmann | Bora–Hansgrohe         | +31"    |

### Etapa a 2-a
6 aprilie 2021— Zalla - Sestao, 154,8 km (96 mi)
| Loc | Concurent             | Echipă                  | Timp       |
| --- | --------------------- | ----------------------- | ---------- |
| 1   | Alex Aranburu         | Astana-Premier Tech     | 3h 45' 32" |
| 2   | Omar Fraile           | Astana-Premier Tech     | +15"       |
| 3   | Tadej Pogačar         | UAE Team Emirates       | +15"       |
| 4   | David Gaudu           | Groupama–FDJ            | +15"       |
| 5   | Michael Woods         | Israel Start-Up Nation  | +15"       |
| 6   | Primož Roglič         | Team Jumbo–Visma        | +15"       |
| 7   | Maximilian Schachmann | Bora–Hansgrohe          | +15"       |
| 8   | Mikel Landa           | Team Bahrain Victorious | +15"       |
| 9   | Sergio Higuita        | EF Education-Nippo      | +15"       |
| 10  | Alejandro Valverde    | Movistar Team           | +15"       |

| Loc | Concurent             | Echipă                  | Timp       |
| --- | --------------------- | ----------------------- | ---------- |
| 1   | Primož Roglič         | Team Jumbo–Visma        | 4h 03' 04" |
| 2   | Alex Aranburu         | Astana-Premier Tech     | +5"        |
| 3   | Brandon McNulty       | UAE Team Emirates       | +6"        |
| 4   | Tadej Pogačar         | UAE Team Emirates       | +24"       |
| 5   | Adam Yates            | Ineos Grenadiers        | +28"       |
| 6   | Maximilian Schachmann | Bora–Hansgrohe          | +31"       |
| 7   | Jonas Vingegaard      | Team Jumbo–Visma        | +32"       |
| 8   | Omar Fraile           | Astana-Premier Tech     | +34"       |
| 9   | Wilco Kelderman       | Bora–Hansgrohe          | +40"       |
| 10  | Pello Bilbao          | Team Bahrain Victorious | +42"       |

### Etapa a 3-a
7 aprilie 2021— Amurrio - Ermualde (Laudio), 167,7 km (104 mi)
| Loc | Concurent          | Echipă                  | Timp       |
| --- | ------------------ | ----------------------- | ---------- |
| 1   | Tadej Pogačar      | UAE Team Emirates       | 4h 04' 50" |
| 2   | Primož Roglič      | Team Jumbo–Visma        | +0"        |
| 3   | Alejandro Valverde | Movistar Team           | +5"        |
| 4   | Adam Yates         | Ineos Grenadiers        | +5"        |
| 5   | Mikel Landa        | Team Bahrain Victorious | +5"        |
| 6   | David Gaudu        | Groupama–FDJ            | +8"        |
| 7   | James Knox         | Deceuninck–Quick-Step   | +16"       |
| 8   | Jonas Vingegaard   | Team Jumbo–Visma        | +16"       |
| 9   | Mauri Vansevenant  | Deceuninck–Quick-Step   | +16"       |
| 10  | Brandon McNulty    | UAE Team Emirates       | +18"       |

| Loc | Concurent             | Echipă                  | Timp       |
| --- | --------------------- | ----------------------- | ---------- |
| 1   | Primož Roglič         | Team Jumbo–Visma        | 8h 07' 48" |
| 2   | Tadej Pogačar         | UAE Team Emirates       | +20"       |
| 3   | Brandon McNulty       | UAE Team Emirates       | +30"       |
| 4   | Adam Yates            | Ineos Grenadiers        | +39"       |
| 5   | Alejandro Valverde    | Movistar Team           | +50"       |
| 6   | Jonas Vingegaard      | Team Jumbo–Visma        | +54"       |
| 7   | Mikel Landa           | Team Bahrain Victorious | +1' 00"    |
| 8   | Pello Bilbao          | Team Bahrain Victorious | +1' 08"    |
| 9   | Maximilian Schachmann | Bora–Hansgrohe          | +1' 09"    |
| 10  | Mauri Vansevenant     | Deceuninck–Quick-Step   | +1' 09"    |

### Etapa a 4-a
8 aprilie 2021— Gasteiz - Hondarribia, 189,2 km (118 mi)
| Loc | Concurent          | Echipă                             | Timp       |
| --- | ------------------ | ---------------------------------- | ---------- |
| 1   | Ion Izagirre       | Astana-Premier Tech                | 4h 17' 07" |
| 2   | Pello Bilbao       | Team Bahrain Victorious            | +0"        |
| 3   | Brandon McNulty    | UAE Team Emirates                  | +0"        |
| 4   | Jonas Vingegaard   | Team Jumbo–Visma                   | +0"        |
| 5   | Emanuel Buchmann   | Bora–Hansgrohe                     | +0"        |
| 6   | Esteban Chaves     | Team BikeExchange                  | +2"        |
| 7   | Patrick Bevin      | Israel Start-Up Nation             | +49"       |
| 8   | James Knox         | Deceuninck–Quick-Step              | +49"       |
| 9   | Quinten Hermans    | Intermarché-Wanty-Gobert Matériaux | +49"       |
| 10  | Alejandro Valverde | Movistar Team                      | +49"       |

| Loc | Concurent          | Echipă                  | Timp        |
| --- | ------------------ | ----------------------- | ----------- |
| 1   | Brandon McNulty    | UAE Team Emirates       | 12h 25' 21" |
| 2   | Primož Roglič      | Team Jumbo–Visma        | +23"        |
| 3   | Jonas Vingegaard   | Team Jumbo–Visma        | +28"        |
| 4   | Pello Bilbao       | Team Bahrain Victorious | +36"        |
| 5   | Tadej Pogačar      | UAE Team Emirates       | +43"        |
| 6   | Adam Yates         | Ineos Grenadiers        | +1' 02"     |
| 7   | Emanuel Buchmann   | Bora–Hansgrohe          | +1' 07"     |
| 8   | Alejandro Valverde | Movistar Team           | +1' 13"     |
| 9   | Ion Izagirre       | Astana-Premier Tech     | +1' 15"     |
| 10  | Mikel Landa        | Team Bahrain Victorious | +1' 23"     |

### Etapa a 5-a
9 aprilie 2021— Hondarribia - Ondarroa, 160,2 km (100 mi)
| Loc | Concurent             | Echipă                 | Timp       |
| --- | --------------------- | ---------------------- | ---------- |
| 1   | Mikkel Frølich Honoré | Deceuninck–Quick-Step  | 3h 39' 54" |
| 2   | Josef Černý           | Deceuninck–Quick-Step  | +0"        |
| 3   | Julien Bernard        | Trek-Segafredo         | +17"       |
| 4   | Daryl Impey           | Israel Start-Up Nation | +28"       |
| 5   | Simon Clarke          | Team Qhubeka Assos     | +28"       |
| 6   | Stefano Oldani        | Lotto Soudal           | +28"       |
| 7   | Primož Roglič         | Team Jumbo–Visma       | +28"       |
| 8   | Julien Simon          | Total Direct Énergie   | +28"       |
| 9   | Magnus Cort           | EF Education-Nippo     | +28"       |
| 10  | Tadej Pogačar         | UAE Team Emirates      | +28"       |

| Loc | Concurent          | Echipă                  | Timp        |
| --- | ------------------ | ----------------------- | ----------- |
| 1   | Brandon McNulty    | UAE Team Emirates       | 16h 05' 43" |
| 2   | Primož Roglič      | Team Jumbo–Visma        | +23"        |
| 3   | Jonas Vingegaard   | Team Jumbo–Visma        | +28"        |
| 4   | Pello Bilbao       | Team Bahrain Victorious | +36"        |
| 5   | Tadej Pogačar      | UAE Team Emirates       | +43"        |
| 6   | Adam Yates         | Ineos Grenadiers        | +1' 02"     |
| 7   | Emanuel Buchmann   | Bora–Hansgrohe          | +1' 07"     |
| 8   | Alejandro Valverde | Movistar Team           | +1' 13"     |
| 9   | Ion Izagirre       | Astana-Premier Tech     | +1' 15"     |
| 10  | Mikel Landa        | Team Bahrain Victorious | +1' 23"     |

### Etapa a 6-a
10 aprilie 2021— Ondarroa - Arrate (Eibar), 111,9 km (70 mi)
| Loc | Concurent          | Echipă                  | Timp       |
| --- | ------------------ | ----------------------- | ---------- |
| 1   | David Gaudu        | Groupama–FDJ            | 3h 05' 42" |
| 2   | Primož Roglič      | Team Jumbo–Visma        | +0"        |
| 3   | Alejandro Valverde | Movistar Team           | +35"       |
| 4   | Adam Yates         | Ineos Grenadiers        | +35"       |
| 5   | Tadej Pogačar      | UAE Team Emirates       | +35"       |
| 6   | Jonas Vingegaard   | Team Jumbo–Visma        | +35"       |
| 7   | Pello Bilbao       | Team Bahrain Victorious | +1' 03"    |
| 8   | Esteban Chaves     | Team BikeExchange       | +1' 05"    |
| 9   | Mikel Landa        | Team Bahrain Victorious | +1' 05"    |
| 10  | Mauri Vansevenant  | Deceuninck–Quick-Step   | +1' 55"    |

| Loc | Concurent          | Echipă                  | Timp        |
| --- | ------------------ | ----------------------- | ----------- |
| 1   | Primož Roglič      | Team Jumbo–Visma        | 19h 11' 36" |
| 2   | Jonas Vingegaard   | Team Jumbo–Visma        | +52"        |
| 3   | Tadej Pogačar      | UAE Team Emirates       | +1' 07"     |
| 4   | Adam Yates         | Ineos Grenadiers        | +1' 26"     |
| 5   | David Gaudu        | Groupama–FDJ            | +1' 27"     |
| 6   | Pello Bilbao       | Team Bahrain Victorious | +1' 28"     |
| 7   | Alejandro Valverde | Movistar Team           | +1' 33"     |
| 8   | Mikel Landa        | Team Bahrain Victorious | +2' 17"     |
| 9   | Esteban Chaves     | Team BikeExchange       | +2' 38"     |
| 10  | Ion Izagirre       | Astana–Premier Tech     | +2' 59"     |

## Clasamentele actuale

### Clasamentul general
Clasamentul final locurile 1-10
| Loc | Concurent          | Echipă                  | Timp        |
| --- | ------------------ | ----------------------- | ----------- |
| 1   | Primož Roglič      | Team Jumbo–Visma        | 19h 11' 36" |
| 2   | Jonas Vingegaard   | Team Jumbo–Visma        | +52"        |
| 3   | Tadej Pogačar      | UAE Team Emirates       | +1' 07"     |
| 4   | Adam Yates         | Ineos Grenadiers        | +1' 26"     |
| 5   | David Gaudu        | Groupama–FDJ            | +1' 27"     |
| 6   | Pello Bilbao       | Team Bahrain Victorious | +1' 28"     |
| 7   | Alejandro Valverde | Movistar Team           | +1' 33"     |
| 8   | Mikel Landa        | Team Bahrain Victorious | +2' 17"     |
| 9   | Esteban Chaves     | Team BikeExchange       | +2' 38"     |
| 10  | Ion Izagirre       | Astana–Premier Tech     | +2' 59"     |

### Clasamentul pe puncte
Clasamentul final locurile 1-10
| Loc | Concurent          | Echipă                  | Puncte |
| --- | ------------------ | ----------------------- | ------ |
| 1   | Primož Roglič      | Team Jumbo–Visma        | 106    |
| 2   | Tadej Pogačar      | UAE Team Emirates       | 75     |
| 3   | David Gaudu        | Groupama–FDJ            | 61     |
| 4   | Jonas Vingegaard   | Team Jumbo–Visma        | 48     |
| 5   | Alejandro Valverde | Movistar Team           | 44     |
| 6   | Brandon McNulty    | UAE Team Emirates       | 42     |
| 7   | Adam Yates         | Ineos Grenadiers        | 41     |
| 8   | Alex Aranburu      | Astana-Premier Tech     | 37     |
| 9   | Pello Bilbao       | Team Bahrain Victorious | 36     |
| 10  | Ion Izagirre       | Astana–Premier Tech     | 35     |

### Clasamentul cățărătorilor
Clasamentul final locurile 1-10
| Loc | Concurent          | Echipă                             | Puncte |
| --- | ------------------ | ---------------------------------- | ------ |
| 1   | Primož Roglič      | Team Jumbo–Visma                   | 34     |
| 2   | Tadej Pogačar      | UAE Team Emirates                  | 27     |
| 3   | David Gaudu        | Groupama–FDJ                       | 20     |
| 4   | Hugh Carthy        | EF Education-Nippo                 | 17     |
| 5   | Antwan Tolhoek     | Team Jumbo-Visma                   | 15     |
| 6   | Quinten Hermans    | Intermarché-Wanty-Gobert Matériaux | 14     |
| 7   | Brandon McNulty    | UAE Team Emirates                  | 12     |
| 8   | Patrick Bevin      | Israel Start-Up Nation             | 11     |
| 9   | Ben O'Connor       | AG2R Citroën Team                  | 11     |
| 10  | Alejandro Valverde | Movistar Team                      | 11     |

### Clasamentul tinerilor
Clasamentul final locurile 1-10
| Loc | Concurent         | Echipă                  | Timp        |
| --- | ----------------- | ----------------------- | ----------- |
| 1   | Jonas Vingegaard  | Team Jumbo–Visma        | 19h 12' 28" |
| 2   | Tadej Pogačar     | UAE Team Emirates       | +15"        |
| 3   | David Gaudu       | Groupama–FDJ            | +35"        |
| 4   | Mauri Vansevenant | Deceuninck–Quick-Step   | +2' 24"     |
| 5   | Brandon McNulty   | UAE Team Emirates       | +6' 54"     |
| 6   | Gino Mäder        | Team Bahrain Victorious | +11' 10"    |
| 7   | Sergio Higuita    | EF Education-Nippo      | +16' 22"    |
| 8   | Ilan Van Wilder   | Team DSM                | +16' 38"    |
| 9   | Mark Donovan      | Team DSM                | +20' 30"    |
| 10  | Eddie Dunbar      | Ineos Grenadiers        | +28' 00"    |

### Clasamentul pe echipe
Clasamentul final locurile 1-10
| Loc | Echipă                  | Timp        |
| --- | ----------------------- | ----------- |
| 1   | Team Jumbo-Visma        | 57h 47' 23" |
| 2   | Team Bahrain Victorious | +3' 18"     |
| 3   | UAE Team Emirates       | +18' 04"    |
| 4   | Astana-Premier Tech     | +18' 26"    |
| 5   | Deceuninck–Quick-Step   | +20' 04"    |
| 6   | Movistar Team           | +23' 14"    |
| 7   | Ineos Grenadiers        | +26' 53"    |
| 8   | Cofidis                 | +30' 30"    |
| 9   | Bora-Hansgrohe          | +32' 45"    |
| 10  | Team BikeExchange       | +53' 34"    |

## Legături externe
- Turul Țării Bascilor 2021 – ProCyclingStats